# Джаміні Рой
Джаміні Рой (*যামিনী রায়, 11 квітня 1887 —24 квітня 1972) — індійський художник, представник Бенгальського відродження.

## Життєпис
Походив із родини середнього статку, його батько перебував на державній службі. Народився у с. Беліаторе, окрузі Банкура (Бенгалія). Отримав спочатку домашню освіту. У 1903 році поступив до Урядової школи мистецтв в Калькутті. Він навчався малювати в академічній традиції «Класична ню» і олійного живопису. Тут юнак домігся значного успіху в області портретного живопису. Разом з тим йому самому доводилося заробляти на хліб, малюючи рекламні картинки для торговців, розфарбовуючи сотнями дешеві гравюри, працюючи в майстерні з розпису тканин і в театральній костюмерній. У 1908 році він отримав диплом в області образотворчого мистецтва.
З часом він відходить від клачисної традиції, починає захоплюватися імпресіонізмом. З 1921 року починає більше уваги приділяти народному мистецтву. З часом стає одним з учнім відомого художника Абаніндранатха Тагора. З часом стає одним з лідерів бенгальського відродження. Його персональні виставки з успіхом пройшли у 1946 році в Лондоні, а у 1953 році — у Нью-Йорку.

## Творчість
Джамін Рой поєднував досягнення народного мистецтва із своїми естетичними концепціями. Колорит його творів завжди яскравий та ситий, кольори переважно локальні, малюнок чіткий та лаконічний, образи гранично виразні.
Стиль Джамін Роя доволі своєрідний, хоча й чисто національний. Його твори мають дуже багато спільного з народним лубком, розписом кераміки. Відсутність світлотіні, локальний колір, скупа і чітка лінія, фасовий погляд на профільному зображенні і інше свідчать про цю спадкоємність. Саме ці якості дозволили зарахувати художника до неопримітивізму.
Художник захоплювався створенням композицій, що відтворюють народні обряди. Про це свідчать його твори: «Танці санталів», «Підношення», «Гопін» та ін.

## Нагороди
- золота медаль від Фрімен Фрімен-Томаса, віце-короля Індії, 1934 рік
- Падма Бхушан, 1955 рік.